# Valeri Borzov

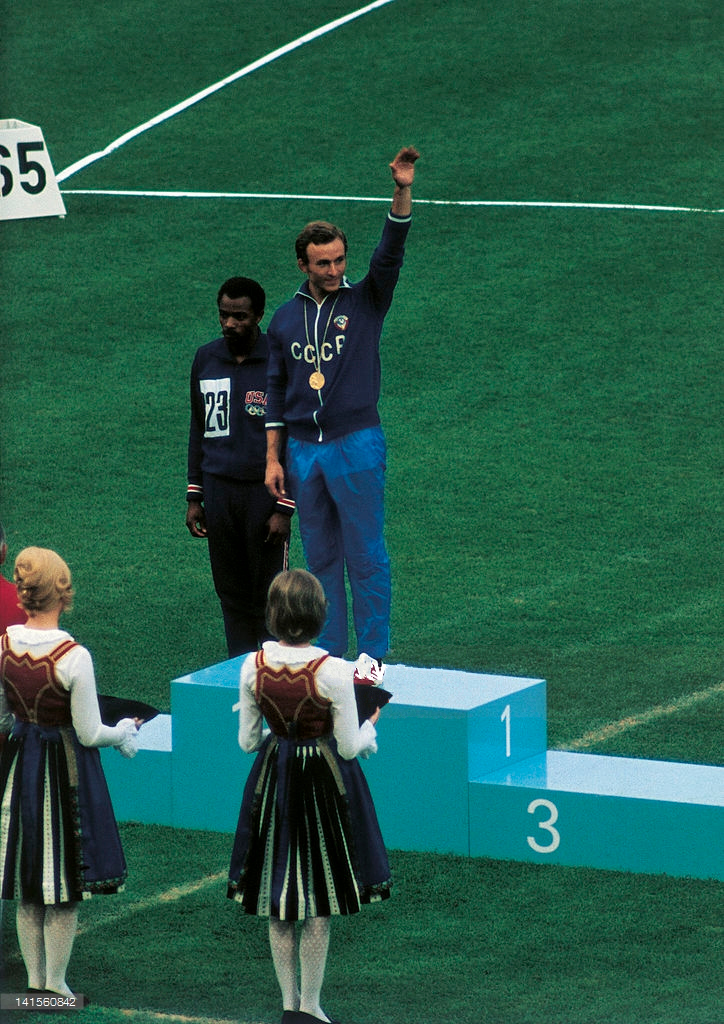
Valeri Borzov op het ereplatform tijdens de OS van 1972 in München.

Valeri Filippovitsj Borzov (Russisch: Валерий Филиппович Борзов; met klemtoontekens Вале́рий Фили́ппович Борзо́в) (Sambir, 20 oktober 1949) is een Oekraïense oud-atleet, die was gespecialiseerd in de sprint. Hij nam tweemaal deel aan de Olympische Spelen en won vijf olympische medailles, waarvan twee gouden in 1972. Op internationale wedstrijden vertegenwoordigde hij de Sovjet-Unie. Na zijn atletiekcarrière was hij voorzitter van het Oekraïens Olympisch Comité en Oekraïense minister van Jeugd- en Sportzaken.

## Biografie

### Eerste successen
Borzov begon met atletiek in 1968. In 1969 werd hij voor de eerste maal Europees kampioen op de 100 m. Hij kreeg internationale bekendheid met het winnen van zowel de 100 m als de 200 m op de Europese kampioenschappen van 1971 in Helsinki.

### Olympische Spelen van München
Op de Olympische Spelen van München misten twee Amerikanen, die anders zeker tot de eindronde waren doorgedrongen, de 100 m finale: in de kwartfinale verschenen de twee co-wereldrecordhouders Rey Robinson en Eddie Hart te laat aan de start, omdat ze de starttijd verkeerd begrepen hadden. De enig overgebleven Amerikaan, Robert Taylor, kreeg in die finale van Borsov geen schijn van kans, die al voor de finish zijn armen omhoog stak. Amerika zwoer vervolgens de 200 m te zullen winnen. Maar ook met drie Amerikanen in de finale bleek er geen kruid gewassen tegen de ontketende Rus. Valeri Borzov won wederom het goud met flair en verwees de Amerikanen naar de plaatsen twee, vier en vijf. Zijn overwinningsfoto werd in 1977 aan boord van twee Voyager ruimtevaarttoestellen op de Voyager Golden Record de ruimte ingeschoten. Als troost versloegen de Amerikanen de Sovjet-Unie op de 4 x 100 m estafette. Het team van de Sovjet-Unie bestaande uit Valeri Borzov, Aleksandr Korneljoek, Vladimir Lovetski en Juris Silovs finishte in 38,50 s voor het West-Duitse team (brons).

### Studie
Tussen 1972 en de Olympische Spelen van 1976 besteedde Borzov minder tijd aan atletiek en meer tijd aan zijn studie en voetbal. Dit weerhield hem echter niet om in 1974 voor de derde maal Europees kampioen te worden op de 100 m. Op de Spelen in Montreal won hij een bronzen medaille op de 100 m en de 4 x 100 m estafette. Op de 100 m werd hij verslagen door Hasely Crawford uit Trinidad en Tobago (goud) en de Jamaicaan Don Quarrie. Op het estafettenummer eindigde hij met zijn teamgenoten Aleksandr Aksinin, Nikolai Kolesnikov en Juris Silovs achter het Amerikaanse team (goud) en het Oost-Duitse team (zilver).
Op de Europese indoorkampioenschappen was hij zeer succesvol op de 60 m. Hij won het kampioenschap in 1970, 1971, 1974, 1975, 1976, 1977 en had het Europees record op de 60 m in handen.

### Blessure
In 1978 kreeg Borsov te kampen met een achillespeesblessure en behaalde daardoor dat jaar een teleurstellende achtste plaats op de EK. Een jaar later werd hij geopereerd en probeerde hierna tevergeefs aansluiting te krijgen met de wereldtop. Op de Spartakiade 1979 in Moskou liep hij ver achter zijn concurrenten. Dat jaar beëindigde hij zijn sportcarrière. Op dat moment was hij getrouwd met Ljoedmila Toerisjtsjeva, viervoudig olympisch kampioene gymnastiek.
Van 1979 tot 1986 was Borzov lid van de Communistische jongerenorganisatie Komsomol. Hierna was hij voorzitter van het Oekraïens Olympisch Comité. Van 1993 tot 1996 was hij minister van Jeugd en Sportzaken in het Oekraïense kabinet. Sinds 1994 is hij lid van het IOC.

## Titels
- Olympisch kampioen 100 m - 1972
- Olympisch kampioen 200 m - 1972
- Europees kampioen 100 m - 1969, 1971, 1974
- Europees kampioen 200 m - 1971
- Europees indoorkampioen 50 m - 1972
- Europees indoorkampioen 60 m - 1970, 1971, 1974, 1975, 1976, 1977
- Sovjet kampioen 100 m - 1969, 1971, 1972, 1974, 1975, 1976, 1977
- Sovjet kampioen 200 m - 1971, 1972, 1973, 1974, 1975, 1977
- Sovjet indoorkampioen 100 m - 1971, 1974, 1975, 1976
- Europees jeugdkampioen 100 m - 1968
- Europees jeugdkampioen 200 m - 1968

## Persoonlijke records
| Onderdeel | Prestatie           | Datum            | Plaats  |
| --------- | ------------------- | ---------------- | ------- |
| 100 m     | 10,07 s (ex-ER; NR) | 31 augustus 1972 | München |
| 200 m     | 20,00 s (NR)        | 4 september 1972 | München |

## Palmares

### 50 m
- 1969:  EK indoor - 5,8 s
- 1972:  EK indoor - 5,75 s

### 60 m
- 1970:  EK indoor - 6,6 s
- 1971:  EK indoor - 6,6 s
- 1974:  EK indoor - 6,58 s
- 1975:  EK indoor - 6,59 s
- 1976:  EK indoor - 6,58 s
- 1977:  EK indoor - 6,59 s

### 100 m
- 1968:  EK U20 - 10,4 s
- 1969:  EK - 10,49 s
- 1971:  EK - 10,26 s
- 1972:  OS - 10,14 s
- 1974:  EK - 10,27 s
- 1975:  Europacup - 10,40 s
- 1976:  OS - 10,14 s
- 1977:  Europacup - 10,33 s

### 200 m
- 1968:  EK U20 - 21,0 s
- 1971:  EK - 20,30 s
- 1972:  OS - 20,00 s
- 1975:  Europacup - 20,61 s
- 1977:  Europacup - 21,10 s

### 4 × 100 m
- 1969:  EK - 39,3 s
- 1972:  OS - 38,50 s
- 1976:  OS - 38,78 s

1896: Thomas Burke ·
1900: Francis Jarvis ·
1904: Archie Hahn ·
1908: Reggie Walker ·
1912: Ralph Craig ·
1920: Charley Paddock ·
1924: Harold Abrahams ·
1928: Percy Williams ·
1932: Eddie Tolan ·
1936: Jesse Owens ·
1948: Harrison Dillard ·
1952: Lindy Remigino ·
1956: Bobby Morrow ·
1960: Armin Hary ·
1964: Bob Hayes ·
1968: Jim Hines ·
1972: Valeri Borzov ·
1976: Hasely Crawford ·
1980: Allan Wells ·
1984: Carl Lewis ·
1988: Carl Lewis ·
1992: Linford Christie ·
1996: Donovan Bailey ·
2000: Maurice Green ·
2004: Justin Gatlin ·
2008: Usain Bolt ·
2012: Usain Bolt ·
2016: Usain Bolt ·
2020: Marcell Jacobs ·
2024: Noah Lyles
1900: John Tewksbury ·
1904: Archie Hahn ·
1908: Bobby Kerr ·
1912: Ralph Craig ·
1920: Allen Woodring ·
1924: Jackson Scholz ·
1928: Percy Williams ·
1932: Eddie Tolan ·
1936: Jesse Owens ·
1948: Mel Patton ·
1952: Andy Stanfield ·
1956: Bobby Morrow ·
1960: Livio Berruti ·
1964: Henry Carr ·
1968: Tommie Smith ·
1972: Valeri Borzov ·
1976: Don Quarrie ·
1980: Pietro Mennea ·
1984: Carl Lewis ·
1988: Joe DeLoach ·
1992: Mike Marsh ·
1996: Michael Johnson ·
2000: Konstantinos Kenteris ·
2004: Shawn Crawford ·
2008: Usain Bolt ·
2012: Usain Bolt ·
2016: Usain Bolt ·
2020: Andre De Grasse ·
2024: Letsile Tebogo